# تشيري دي
تشيري دي (بالإنجليزية: Cherry Dee)‏ هي عارضة بريطانية، ولدت في 11 يونيو 1987 في Buckley, Flintshire ‏ في المملكة المتحدة.

## وصلات خارجية
- تشيري دي على موقع IMDb (الإنجليزية)